# Верхний Куюс
Верхний Куюс — река в Чемальском муниципальном районе Республики Алтай. Протекает по территории Куюсского сельского поселения.
Устье находится на 255-м км реки Катунь, на высоте 540 м. Река Верхний Куюс огибает южную окраину села Куюс.
По дороге из Куюса к водопаду Бельтертуюк через реку Верхний Куюс имеется брод. Брод не глубокий, но на низкой машине лучше не соваться. Дно брода каменистое, камни острые, для проезда лучше иметь хорошую резину.